# Nouvel An khmer
 (mars 2022).
Si vous disposez d'ouvrages ou d'articles de référence ou si vous connaissez des sites web de qualité traitant du thème abordé ici, merci de compléter l'article en donnant les références utiles à sa vérifiabilité et en les liant à la section « Notes et références ».
Le Nouvel An khmer (khmer : បុណ្យចូលឆ្នាំថ្មី Chaul Chhnam Thmey, littéralement « Entrer Année Nouvelle »), est le nom officiel des fêtes cambodgiennes qui célèbrent la nouvelle année cambodgienne. Elles durent trois jours, et les dates sont fixées chaque année en se fiant à l’ancien horoscope. Les Cambodgiens vivant à l’étranger peuvent en changer les dates pour les faire coïncider avec une fin de semaine.
Au temps de la gloire d'Angkor, les ancêtres des Cambodgiens modernes avaient adopté le calendrier lunaire. Des missionnaires étrangers avaient signalé que vers la fin du Xe siècle la « Nouvelle Année » chez les Khmers tombait le mois de Mikastra (fin novembre ou début décembre suivant le calendrier solaire), premier mois du calendrier lunaire.
Au XIe siècle, la fête du Nouvel An khmer a été déplacée au cinquième mois du calendrier lunaire (mi-avril) par les rois Suryavarman II ou Jayavarman VII (les sources sont en désaccord sur ce point). En effet, la grande majorité des Cambodgiens travaillaient la terre et étaient très occupés pendant la période allant de novembre à mars. En avril les moissons sont terminées et les agriculteurs peuvent jouir du fruit de leurs récoltes avant que la saison des pluies commence. À l’origine, la fête était célébrée selon le rite brahmanique, la religion alors dominante parmi les élites de l’Empire Khmer, qui depuis a été supplantée par le bouddhisme dans la vie des Cambodgiens aussi bien que dans la fête.
D'ordinaire, les cloches et les gongs des pagodes annoncent l'arrivée du Nouvel An dans presque tous les villages.
En 2023, le Nouvel An khmer se déroula du vendredi 14 avril au lundi 17 avril.

## Moha Sangkran (មហាសង្រ្កាន្ត) -1erjour
Moha Sangkran (មហាសង្រ្កាន្ត) (du sanskrit : संक्रांति, sankranti), « la grande marche », marque la fin de l’année et le début d’une nouvelle et correspond à la réception d'une nouvelle devata à forme animale (un des douze signes astrologique) qui doit venir s’occuper du monde.
Pour ce premier jour de fête, on décore la maison afin d’accueillir comme il se doit cette nouvelle divinité. Le matin, on apporte des repas aux bonzes à la pagode et on leur demande des renseignements sur le Dharma, la loi bouddhique. On en profite pour confectionner et allumer des bougies ainsi que des bâtonnets d’encens. Les membres de chaque famille rendent hommage au Bouddha et le remercient pour ses enseignements en s’inclinant, s’agenouillant et se prosternant trois fois devant son image.
L’après-midi, on commence à participer à des jeux traditionnels qui seront pratiqués pendant toute la fête, généralement dans l’enceinte de la pagode. Pour les jeunes, cette fête est une occasion de rencontre très importante. En effet, traditionnellement, les relations entre les garçons et les filles sont très limitées et il est mal vu de sortir ou de jouer ensemble. Le nouvel an est donc une des rares occasions où ils sont autorisés à le faire et où les jeunes célibataires peuvent rechercher des partenaires.
Pour se porter chance, les fidèles utilisent de l’eau bénite avec laquelle ils se lavent le visage le matin, la poitrine le midi et les pieds le soir avant d’aller se coucher. Comme en Thaïlande, cette tradition est désormais devenue un jeu, où les enfants comme les adultes aiment à lancer de l'eau sur leurs proches, à l'aide de pistolets à eau ou de seaux.

## Voreak Wanabat (វ័នបត)–2ejour
Ce second jour est consacré à l'adoration et à la charité envers les moins fortunés ; on offre des cadeaux aux pauvres, aux domestiques, aux sans abris et aux foyers à très faible revenus. Les familles se rendent dans les pagodes pour honorer leurs ancêtres.
On érige également des monticules de sable sur le sol des pagodes. Un grand dôme est dressé au centre qui représente Culamuni Cetiya, le stûpa de Tavatimsa où sont enterrés les cheveux et le diadème de Bouddha. Le grand amas est entouré de quatre plus petit qui symbolisent les stûpas de Sariputta, Moggallana, Ananda et Mahākāshyapa, les principaux disciples du Bouddha. Dans certains villages du pays, la coutume veut qu’on remplace le sable par du paddy (riz non décortiqué) voire qu’on fasse cohabiter les deux matériaux.
Les monts peuvent aussi être ornés de tentures et d’oriflammes en papier multicolore.

## Thngai Laeung Saka (ថ្ងៃឡើងស័ក) –3ejour

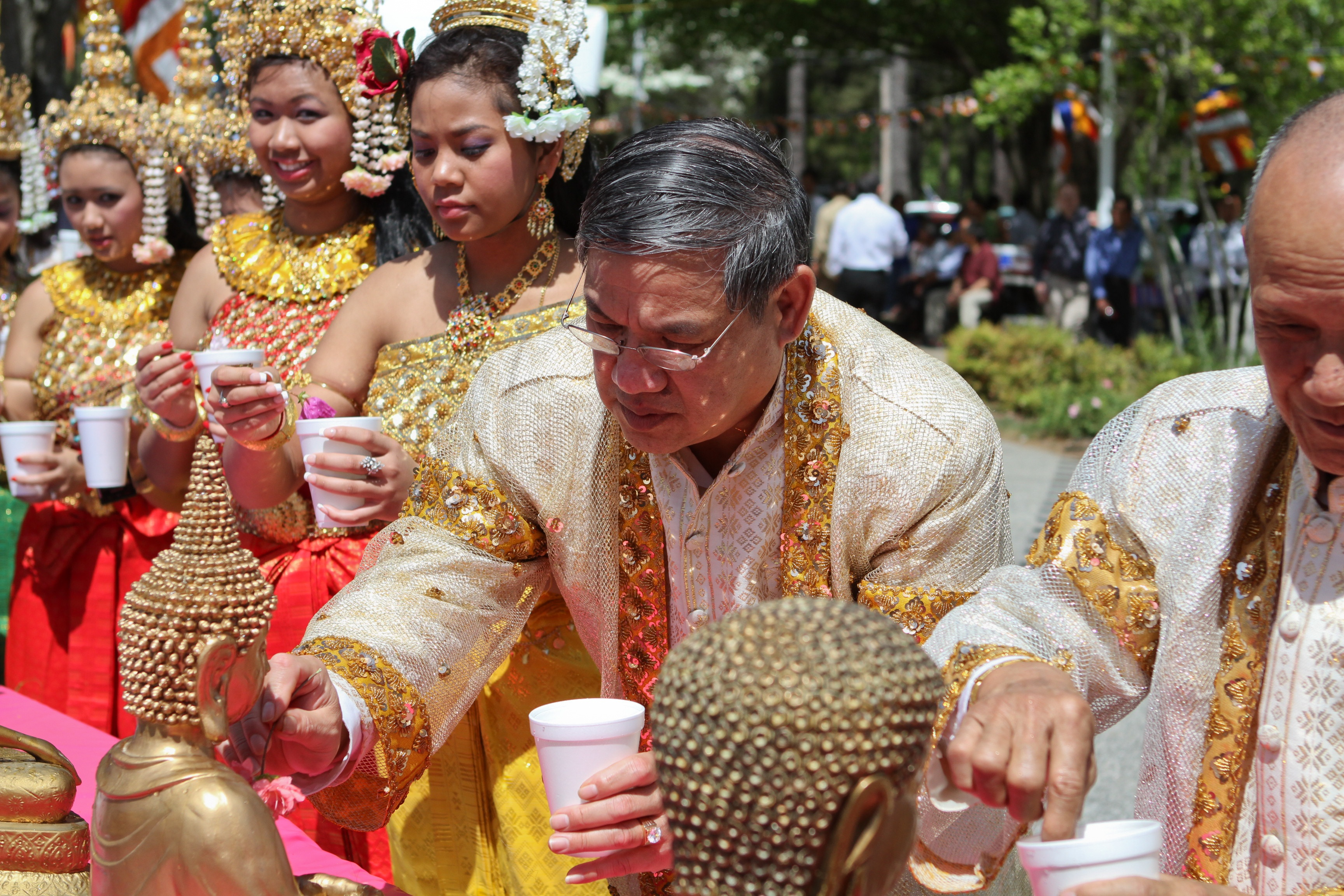
Membres de la communauté khmère de Lithonia (en Géorgie) nettoyant les bouddhas pour Chaul Chhnam 2010.

Ce jour, qui signifie littéralement « entrée dans le nouveau millésime » est celui de l'adoration et marque le début solennel dans la nouvelle année. C’est à cette occasion qu’a lieu la cérémonie du Pithy Sroang Preah qui clos les festivités.
Les fidèles nettoient les statues de bouddha avec de l’eau parfumée. Baigner les représentations du bouddha symbolise le fait que l’eau est indispensable à toutes les sortes de vies. C’est également un moyen d’acquérir longévité, chance, bonheur et prospérité.
On invite également les parents, patriarches, guru (maîtres, chapelains) à prendre un bain En procédant ainsi, les enfants expriment leurs gratitude, demandent le pardon pour les fautes commises et espèrent obtenir les meilleurs vœux et conseils pour le futur.
Les bonzes sont mis à contribution pour présenter des vœux aux trois joyaux (le Bouddha, le Dharma, le Sangha) et aux mânes des parents ; enfin on libère des animaux, surtout des oiseaux, achetés au préalable au marché.

## Traditions du Nouvel An
Une tradition de ce Nouvel An veut que l’on verse de l’eau ou du plâtre sur les passants.
Le Nouvel An khmer en plus d’être une grande fête traditionnelle et religieuse, est, comme déjà évoqué ci-dessus, une bonne occasion de rencontre pour les Cambodgiens. Traditionnellement, lors de cette fête, de nombreux jeunes célibataires font connaissance, convolent en noces et bâtissent de nouvelles familles
Fidèles à une habitude en passe de devenir une tradition, depuis quelque trois ou quatre décennies, les Cambodgiens profitent des jours de congés du Nouvel An pour se rendre en pèlerinage à Angkor où ils s’adonnent aux joies du camping et du pique-nique tout en visitant les temples de pierre ancestraux.
Dans certaines provinces ou régions, le Nouvel An est précédé et prolongé de jeux populaires pendant un mois avant et presque un mois après l'évènement. On va se rassembler dans la pagode, sur les places publiques, dans les sites historiques ou touristiques pour danser, se distraire et, aux dires des anciens, inviter les mânes des ancêtres à rejoindre cette atmosphère festive et à célébrer la gloire d'antan.

### Robam Moni Mekhala

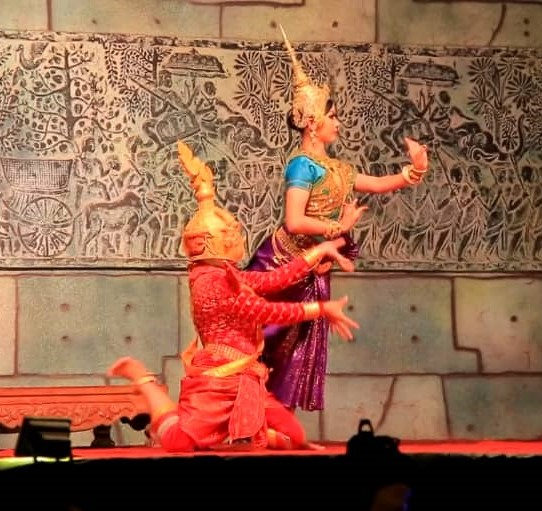
Robam Moni Mekhala.

Robam Moni Mekhala (Khmer : របាំមណីមេខលា) parfois connu sous le nom de Robam Moni Mekhala et Ream Eyso (Khmer : របាំមណីមេខលា និ ង រាមឥសូរ) est une danse traditionnelle cambodgienne sur le combat entre Moni Mekhala et Reamesor (l'origine du tonnerre, des éclairs et de la pluie) qui se devrait reproduire chaque année à la mi-avril, à l'époque du Nouvel An cambodgien.
Cette période se situe au plus fort de la saison sèche, juste avant que les pluies de mousson ne tombent et nourrissent les terres agricoles du Cambodge. Les pluies de mousson symbolisent une vie renouvelée lorsque les champs secs sont inondés et fertilisés. Les nuages sombres rappellent aux habitants la bataille éternelle entre Reamesor et Moni Mekhala et représentent le cycle éternel des pluies au Cambodge.